# Sunday Morning (canción de Maroon 5)
«Sunday Morning» es el cuarto sencillo del disco debut de Maroon 5, Songs About Jane. Fue lanzado en 2002, no solo alcanzaron el n.º 31 en las listas de EE. UU. convirtiéndose en el cuarto sencillo de Maroon 5 en estar en los Top 40, sino que también alcanzó el puesto n.º 27 en el Reino Unido y n.º 7 en Iberoamérica, convirtiéndose en el tercer sencillo consecutivo de Maroon 5 en estar en los Top 10. 
El vídeo para la canción fue grabado los días 17 y 18 de octubre de 2002. Se filmó en el Abbey Road Studios en Londres, el mismo estudio en el que los Beatles grabaron sus famoso álbum Abbey Road. 
La canción también se encuentra en la banda sonora de Something's Gotta Give, Love Actually y Cheaper by the Dozen 2 (aunque en esta última es la versión 1.22.03.Acoustic).

## Lista de canciones
1. «Sunday Morning»
2. «Shiver» (En vivo de Hard Rock Live)
3. «Through With You» (En vivo de Hard Rock Live)

## Clasificaciones
| País           | Proveedor (es)                          | Posición |
| -------------- | --------------------------------------- | -------- |
| Australia      | ARIA                                    | 27       |
| Brasil         | Brazil Singles                          | 14       |
| Europa         | Euro Top 200                            | 47       |
| Estados Unidos | Billboard Hot 100                       | 31       |
| Estados Unidos | Billboard Hot Adult Contemporary Tracks | 15       |
| Estados Unidos | Billboard Pop 100                       | 22       |
| Irlanda        | Ireland Singles Chart                   | 22       |
| Italia         | Italy Airplay                           | 1        |
| Nueva Zelanda  | New Zealand Singles Chart               | 21       |
| Polonia        |                                         | 41       |
| Reino Unido    | UK Singles Chart                        | 27       |
| Sudáfrica      | South Africa Top 40                     | 1        |
| MUNDO          | Worldwide Airplay Chart                 | 2        |
|                | Iberoamérica                            | 7        |

## Vídeo musical
El vídeo musical de "Sunday Morning" está grabado en un escenario de karaoke, que comienza con un hombre japonés cantando el final de la canción "This Love". Adam Levine dice que la idea para el vídeo de la banda se les ocurrió cuando se encontraban en Japón y notaron algunas de sus canciones en la lista de un karaoke en un bar japonés.